# Església de San Silvestro in Capite
L'església de San Silvestro in Capite és un lloc de culte catòlic de Roma, situat a la Piazza di San Silvestro , al barri de Colonna.

## Història
L'església i el monestir basilià annex van ser fundats al segle viii pel papa Esteve II o el seu successor i germà, el papa Pau I, al palau familiar, sobre les ruïnes d'un temple circular dedicat al sol, construït per l'emperador Aurelià. El lloc de culte fou dedicat inicialment als sants Silvestre i Esteve.
Al segle xii, el papa Innocenci II va traslladar-hi la relíquia del cap de Sant Joan Baptista i el nom va canviar a San Giovanni in capite També al segle xii el monestir va passar a l'orde benedictí. Entre el 1198 i el 1216 es va remodelar l'església i es va construir el campanar romànic. L'any 1285 el monestir passà a mans de les clarisses.
L'edifici del monestir va ser remodelat el 1588-1591 i l'església el 1593-1601 ( a les despeses del cardenal Francesco Dietrichstein): a partir de 1595 els treballs van ser confiats a Carlo Maderno. La decoració interior es va completar el 1696 i el 1703 Domenico De Rossi va crear la façana.
A partir de 1855 l'església va ser oficiada pels Pares Pallotins Anglesos, que van crear una col·lecció d' inscripcions al pòrtic del davant. El convent va ser expropiat per l'estat italià el 1876 i va ser transformat en la seu de l'oficina central de correus per Giovanni Domenico Malvezzi el 1878 . Es considera l'església nacional anglesa de Roma i és un dels punts de referència per a la comunitat d'immigrants filipins a Roma.

## Descripció

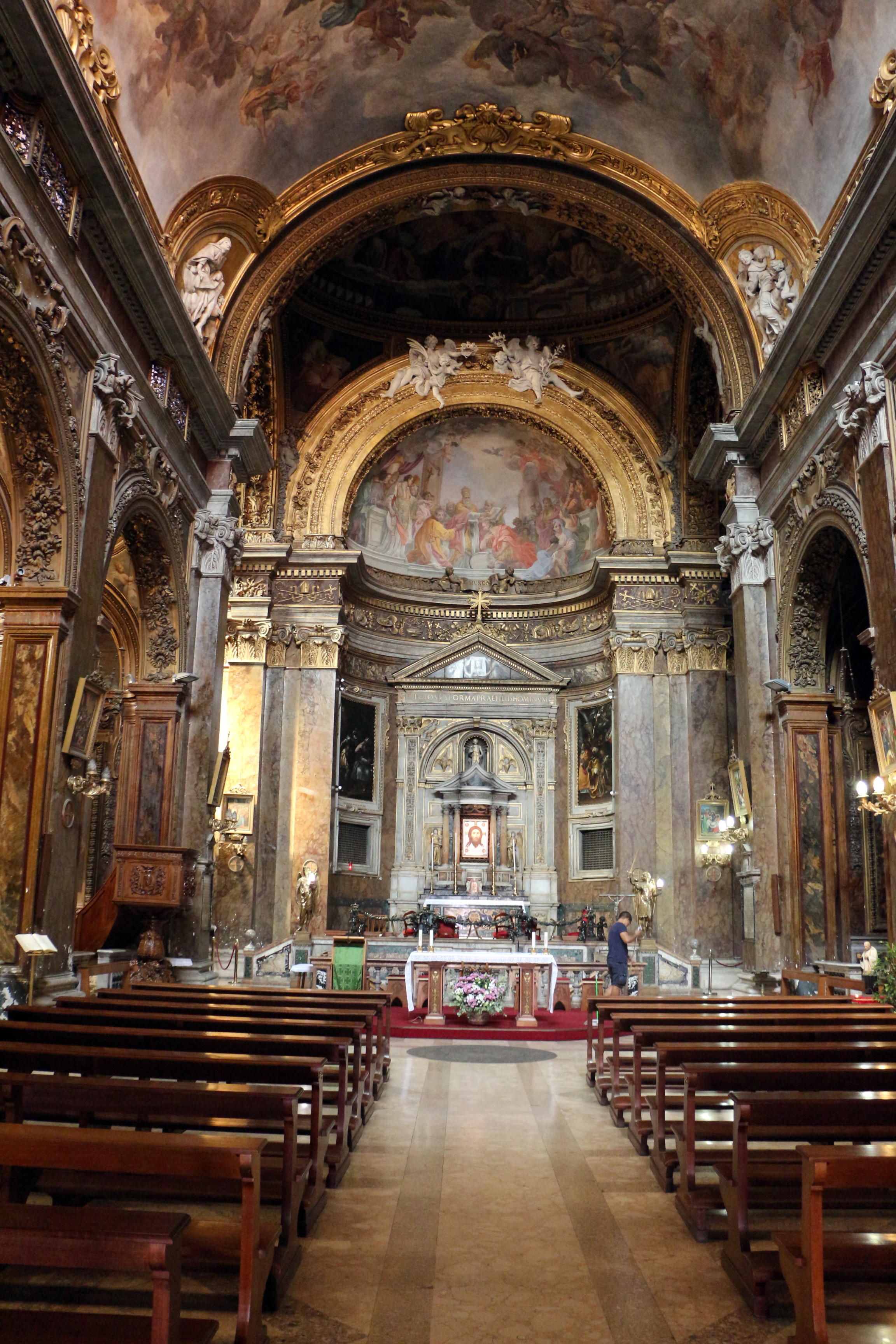
L'interior

A la moderna confessió7 sota l'altar es conserven restes dels fonaments de la primera església, de tres naus.
La façana exterior, datada del segle xviii, presenta un sol ordre de quatre pilastres amb capitells jònics. A la part superior hi ha estàtues de
- Sant Silvestre Papa, de Lorenzo Ottoni,
- Sant Esteve màrtir, de Michel Maille,
- Sant Francesc d'Assís, de Vincenzo Felici
- Santa Clara, de Giuseppe Mazzuoli

Al portal un relleu amb la Imatge d'Edessa i a les golfes el cap de Sant Joan Baptista.
Un quadripòrtic precedeix la façana interior.
L'interior és d'una sola nau, coberta per volta de canó, amb un endonàrtex (nàrtex intern) a l'entrada, sobre el qual hi ha el cor de les monges i la caixa barroca de fusta daurada de l'orgue de tubs, data l'any 1680, que acull un instrument de principis del segle xx construït per Jules Anneessens.
La volta de la nau va ser pintada al fresc el 1683-1684 per Giacinto Brandi amb La Mare de Déu assumida a la glòria amb els sants Silvestre i Joan Baptista.
Mattia de Rossi va dissenyar la decoració d'estuc, creada per Camillo Rusconi i Michel Maille entre 1689 i 1691, mentre que els frescos de les parets són de Ludovico Gimignani entre 1688 i 1690.
També hi ha sis capelles laterals que s'obren a la nau, creades per Ludovico Gimignani, amb la col·laboració de diversos pintors. També acull obres de Francesco Trevisani, Camillo Rusconi, Giuseppe Bartolomeo Chiari, Pier Francesco Mazzucchelli anomenat il Morazzone i un llenç de Sant Francesc d'Orazio Gentileschi.

## Galeria d'imatges

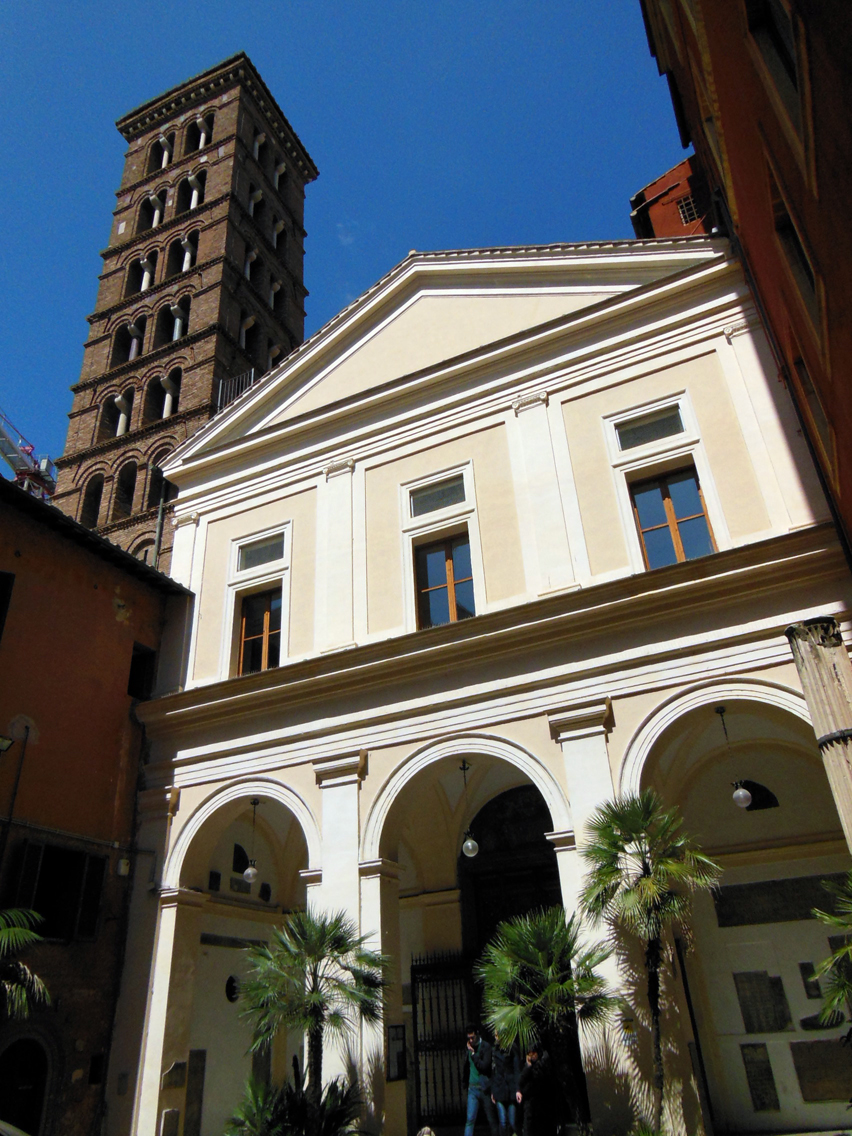
La façana interior
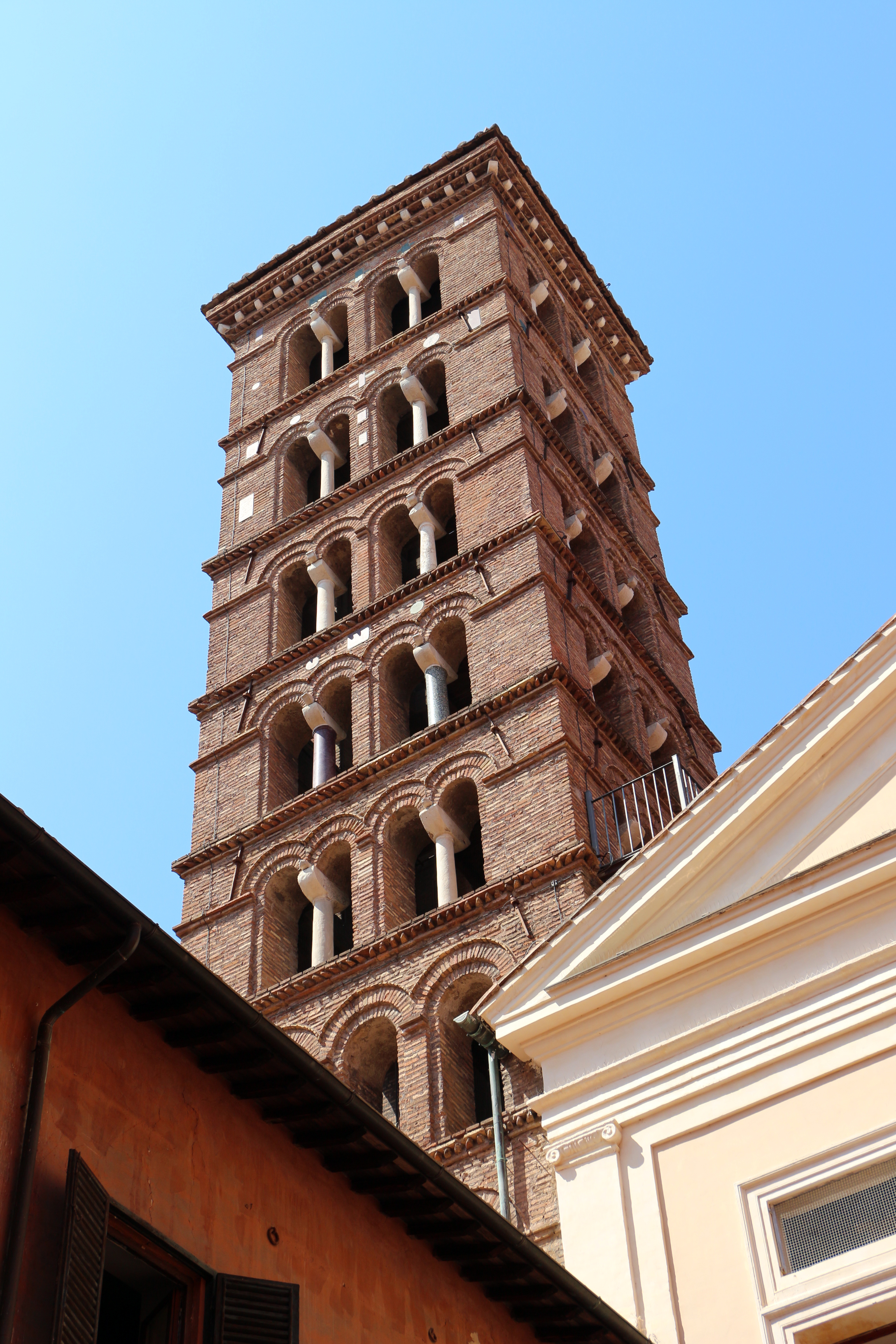
El campanar
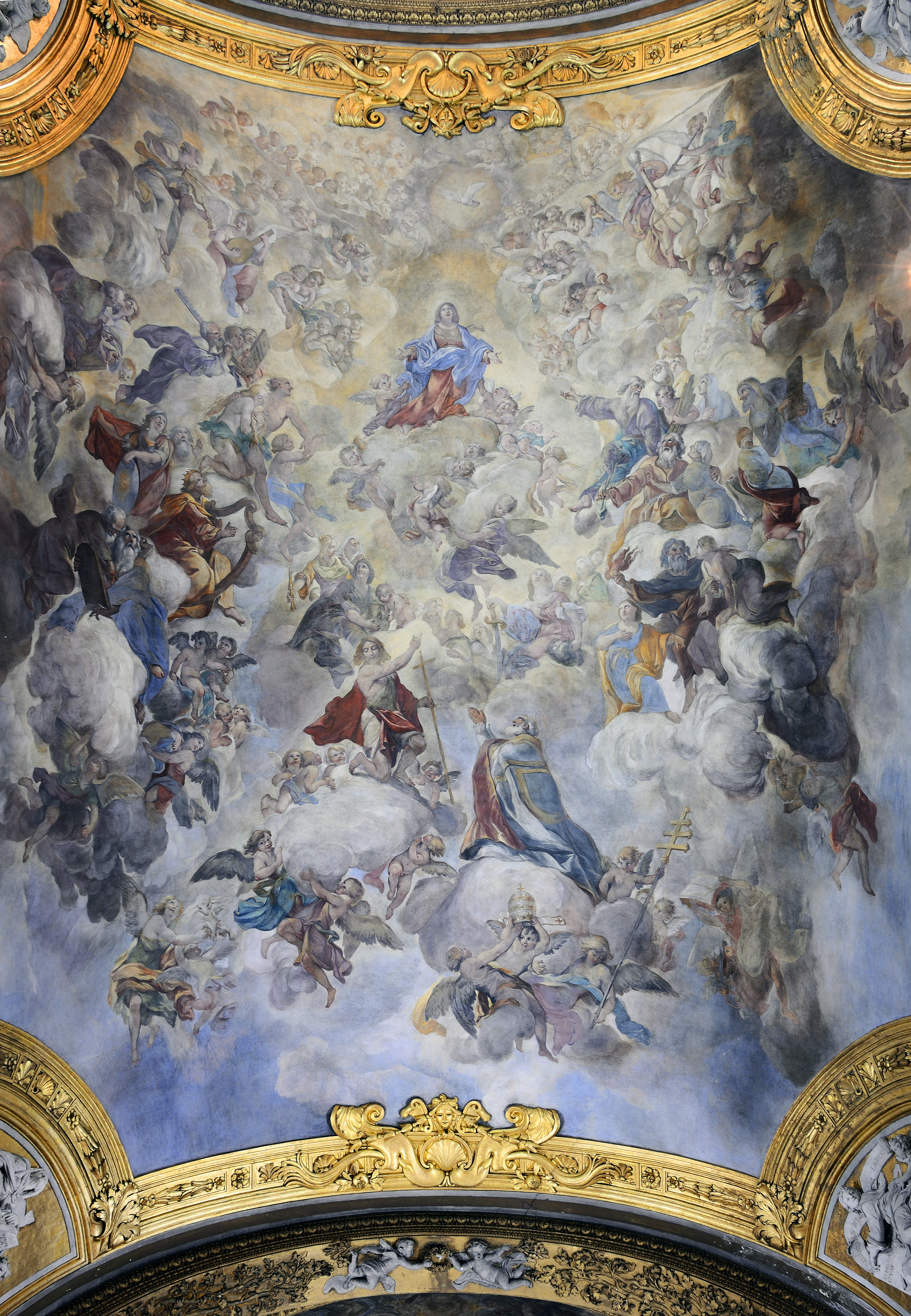
La volta de la nau
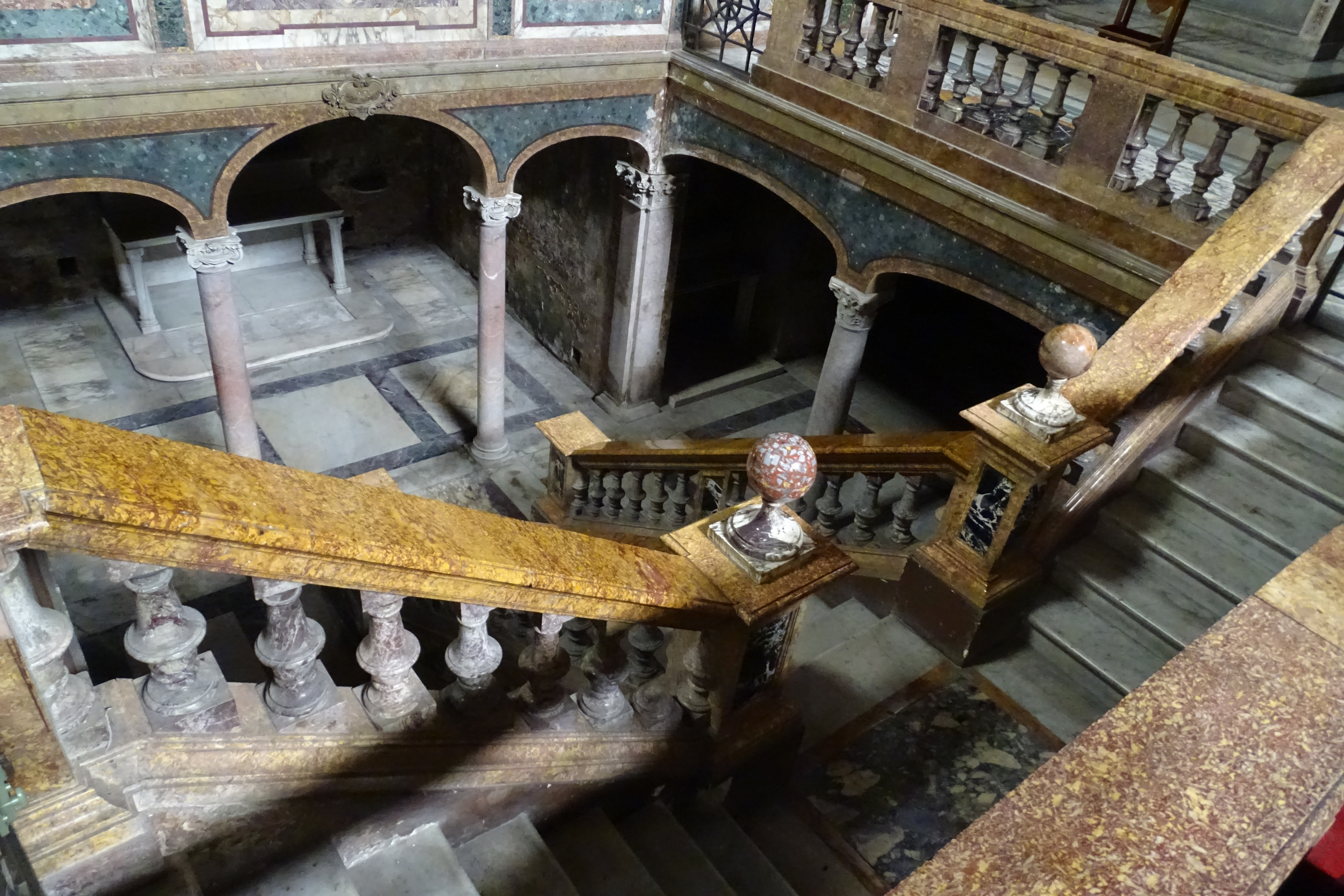
La confessió

## El títol cardenalici
San Silvestro in Capite (llatí: Titulus Sancti Silvestri in Capite) és un títol cardenalici instituït el 6 de juliol de 1517 pel papa Lleó X. Aquest títol, que recau sobre l'església homònima, també era conegut com  San Silvestro in Campo Martis, San Silvestro inter duos hortos i San Silvestro in Cata Pauli.

### Titulars
- Louis de Bourbon-Vendôme (agost de 1517 - 11 de juny de 1521 nomenat cardenal prevere de San Martino ai Monti)
  - Títol vacant (1521 - 1540)
- Uberto Gambara (28 de gener de 1540 - 23 de març de 1541 nomenat cardenal prevere de San Martino ai Monti)
- Tommaso Badia, O.P. (12 de juny de 1542 - 6 de setembre de 1547 mort)
  - Títol vacant (1547 - 1551)
- Fabio Mignanelli (4 de desembre de 1551 - 12 de juny de 1556 nomenat cardenal prevere de Santi Giovanni e Paolo)
- Taddeo Gaddi (24 de març de 1557 - 22 de desembre de 1561 mort)
  - Títol vacant (1561 - 1565)
- Annibale Bozzuti (15 de maig de 1565 - 6 d'octubre de 1565 mort)
- Marcantonio Bobba (8 de febrer de 1566 - 2 de juny de 1572 nomenat cardenal prevere de San Marcello)
  - Títol vacant (1572 - 1585)
- François de Joyeuse (20 de maig de 1585 - 11 de desembre de 1587 nomenat cardenal prevere della Santissima Trinità al Monte Pincio)
- Pierre de Gondi (23 de maig de 1588 - 17 de febrer de 1597 mort)
- Francisco de Ávila y Guzmán (21 d'abril de 1597 - 8 de gener de 1599 nomenat cardenal prevere de Santa Croce in Gerusalemme)
- Franz Seraph von Dietrichstein (17 de març de 1599 - 27 de setembre de 1623 nomenat cardenal prevere de Santa Maria in Trastevere)
- Melchior Khlesl (20 de novembre de 1623 - 1 de juliol de 1624 nomenat cardenal prevere de Santa Maria della Pace)
  - Títol vacant (1624 - 1631)
- Giovanni Battista Maria Pallotta (26 de maig de 1631 - 23 de setembre de 1652 nomenat cardenal prevere de San Pietro in Vincoli)
- Girolamo Colonna (23 de setembre de 1652 - 9 de juny de 1653 nomenat cardenal prevere de Santa Maria in Trastevere)
- Domingo Pimentel Zúñiga, O.P. (23 de juny de - 2 de desembre de 1653 mort)
- Carlo Rossetti (9 de març de 1654 - 14 de novembre de 1672 nomenat cardenal prevere de San Lorenzo in Lucina)
- Gaspare Carpegna (14 de novembre de 1672 - 19 d'octubre de 1689 nomenat cardenal prevere de Santa Maria in Trastevere)
- Girolamo Casanate (7 de novembre de 1689 - 3 de març de 1700 mort)
- Giovanni Francesco Albani (30 de març de 1700 - 23 de novembre de 1700 elegit Papa Climent XI)
- Johann Philipp von Lamberg (3 de gener de 1701 - 21 d'octubre de 1712 mort)
- Lodovico Pico della Mirandola (21 de novembre de 1712 - 24 d'abril de 1728 nomenat cardenal prevere de Santa Prassede)
- Prospero Marefoschi (20 de setembre de 1728 - 24 de febrer de 1732 mort)
- Francesco Scipione Maria Borghese (31 de març de 1732 - 20 de maig de 1743 nomenat cardenal prevere de Santa Maria in Trastevere)
- Vincenzo Bichi (20 de maig de 1743 - 23 de setembre de 1743 nomenat cardenal bisbe de Sabina)
- Antonio Maria Ruffo (23 de setembre de 1743 - 22 de febrer de 1753 mort)
- Federico Marcello Lante Montefeltro della Rovere (9 d'abril de 1753 - 13 de juliol de 1759 nomenat cardenal bisbe de Palestrina)
- Ferdinando Maria de' Rossi (19 de novembre de 1759 - 14 de desembre de 1767 nomenat cardenal prevere de Santa Cecilia)
- François-Joachim de Pierre de Bernis (26 de juny de 1769 - 18 d'abril de 1774 nomenat cardenal bisbe de Albano)
- Innocenzo Conti (3 d'abril de 1775 - 15 de desembre de 1783 nomenat cardenal prevere de Santa Maria in Ara Coeli)
  - Títol vacant (1783 - 1787)
- Giovanni Maria Riminaldi (29 de gener de 1789 - 12 d'octubre de 1789 mort)
- Francesco Carrara (11 d'abril de 1791 - 26 de març de 1793 mort)
- Carlo Livizzani Forni (21 de febrer de 1794 - 1 de juliol de 1802 mort)
- Bartolomeo Pacca (9 d'agost de 1802 - 2 d'octubre de 1818 nomenat cardenal prevere de San Lorenzo in Lucina)
  - Títol vacant (1818 - 1823)
- Antonio Pallotta (16 de maig de 1823 - 19 de juliol de 1834 mort)
- Luigi Bottiglia Savoulx (1 d'agost de 1834 - 14 de setembre de 1836 mort)
- Costantino Patrizi Naro (21 de novembre de 1836 - 20 d'abril de 1849 nomenat cardenal bisbe de Albano)
- Jacques-Marie-Adrien-Césaire Mathieu (18 de març de 1852 - 9 de juliol de 1875 mort)
- Louis-Marie-Joseph-Eusèbe Caverot (25 de juny de 1877 - 24 de març de 1884 nomenat cardenal prevere della Santissima Trinità al Monte Pincio)
  - Títol vacant (1884 - 1891)
- Vincenzo Vannutelli (4 de juny de 1891 - 19 d'abril de 1900 nomenat cardenal bisbe de Palestrina)
  - Títol vacant (1900 - 1916)
- Donato Raffaele Sbarretti Tazza (7 de desembre de 1916 - 17 de desembre de 1928 nomenat cardenal bisbe de Sabina e Poggio Mirteto)
- Luigi Lavitrano (19 de desembre de 1929 - 2 d'agost de 1950 mort)
- Valerio Valeri (15 de gener de 1953 - 22 de juliol de 1963 mort)
- John Carmel Heenan (25 de febrer de 1965 - 7 de novembre de 1975 mort)
- Basil Hume, O.S.B. (24 de maig de 1976 - 17 de juny de 1999 mort)
- Desmond Connell (21 de febrer de 2001 - 21 de febrer de 2017 mort)
- Louis-Marie Ling Mangkhanekhoun, dal 28 de juny de 2017